# Farm Security Administration
A Farm Security Administration foi um organismo criado em 1937 nos Estados Unidos da América durante a Grande Depressão. O objetivo do programa era promover o desenvolvimento de áreas agrícolas, que tinham grande discrepância em relação à qualidade de vida dos habitantes das cidades norte-americanas. Precedido pela Resettlement Administration (R.A.), surgida em Abril de 1935, que era um conjunto de medidas integradas ao New Deal encarregado de estudar e procurar soluções para os problemas que afetavam as populações rurais, ambos foram uma proposta do presidente Frank Delano Roosevelt, que coordenava todas as ajudas realizadas nos vários departamentos governamentais, como, por exemplo, o Agricultural Adjustment Administration e o Federal Emergency Relief Administration.
A R.A., que, em 1937 viria a se chamar Farm Security Administration, orientava os agricultures em dificuldades para locais mais economicamente viáveis e com trabalho industrial.
A Farm Security Administration, também chamada de F.S.A., ficou muito conhecida pelo trabalho documental desenvolvido no Departamento Histórico, pelo editor de fotografia Roy Stryker, que recolheu cerca de 270 mil negativos, que, atualmente, encontram-se na Biblioteca do Congresso.
O projeto do departamento histórico era, em partes, para afirmar a necessidade do projeto, mostrando aos cidadãos do país as condições em que as pessoas das áreas rurais viviam. Alguns dos fotógrafos mais famosos que passaram pela F.S.A. foram Dorothea Lange, Walker Evans, Gordon Parkse Russell Lee. Eles recebiam instruções detalhadas de Stryker, conhecidas como "shooting scripts", nas quais continham informações do que ele desejava catalogar. O projetofotográfivo foi criticado como "propaganda ideológica pelos opositores do governo, justamente por mostrar as necessidades e resultados dos projetos de Roosevelt.
Os fotógrafos recebiam bastante liberdade em campo, podendo passar meses em missão para depois retornarem a Washington e entregar os negativos; porém, tudo tinha de ser justificado e refletir em fotos: por se tratar de uma organização governamental, a burocracia era grande e, no caso de Evans, por exemplo, a qualidade de suas fotos era de certa forma ignorada pelos superiores de Stryker e só observavam a pouca quantidade pelo tempo demandado, o que causou o rompimento do fotógrafo com a agência governamental.
Porém, o valor estético das fotos era apreciado em exposições organizadas pela própria F.S.A., tanto nos lugares fotografados quanto em grandes cidades. Algumas das fotos foram expostas na exposição The Family of Man, organizada pelo curador Edward Steichen no Museu de Arte Moderna (Nova Iorque); outra exposição grande, desta vez apenas da F.S.A., foi realizada no Grand Central Palace, em Nova York. Os fotógrafos Walker Evans e Dorothea Lange também fizeram exposições e livros solo com fotos do projeto.
Boa parte das fotografias podem ser encontradas online no site da Biblioteca do Congresso.